# Cratere Chubado
Chubado  è un cratere sulla superficie di Venere.